# Chad Gervich
Chad Gervich (...) è un produttore televisivo, scrittore e sceneggiatore statunitense, famoso per la scrittura di libri ispirati a serie televisive, professione detta Television Writing.

## Biografia
Dopo aver esordito come sceneggiatore per le sitcom Dog with a Blog di Disney Channel, il game show Cupcake Wars di Food Network, il reality show ABC Wipeout e lo show di Chelsea Handler After Lately su E!; Gervich ha passato cinque anni come sviluppatore di episodi pilota per la Littlefield Company e, in seguito, ha ottenuto un contratto con la 20th Century Fox.
Il 25 novembre 2008 pubblica il libro Small Screen, Big Picture: A Writers Guide to the TV Business, divenuto best seller ed entrato, poco tempo dopo, in diverse università Americane come testo didattico.